# 26 г. пр.н.е.
26 (двадесет и шеста) година преди новата ера (пр.н.е.) е обикновена година, започваща във вторник или сряда, или високосна година, започваща в понеделник, вторник или сряда по юлианския календар.

## Събития

### В Римската империя
- Консули на Римската империя са Октавиан Август (за VIII път) и Тит Статилий Тавър (за II път).
- Военна кампания срещу кантабрите и астурите в Северна Испания. Август предвожда армия от осем легиона, а Тиберий взима участие като военен трибун (tribunus militum).[1]
- В Рим e открита замислената от Юлий Цезар, но изградената от Марк Агрипа Септа Юлия.[2]

#### В Осроене
- Абгар III е наследен като владетел от Абгар IV.

## Починали
- Гай Корнелий Гал, римски политик и първи префект на Египет (роден 70 г. пр.н.е.)